# Diocesi di Fotice
La diocesi di Fotice (in latino Dioecesis Photicensis) è una sede soppressa e sede titolare della Chiesa cattolica.

## Storia
Fotice, identificabile con le rovine nei pressi di Paramythia in Grecia, è un'antica sede vescovile della provincia romana dell'Epirus Vetus nella diocesi civile di Macedonia. Come tutte le sedi episcopali della prefettura dell'Illirico, fino a metà circa dell'VIII secolo la diocesi di Fotice era parte del patriarcato di Roma; in seguito fu sottoposta al patriarcato di Costantinopoli.
Inizialmente suffraganea dell'arcidiocesi di Nicopoli, tra il IX e il X secolo la sede è menzionata tra le diocesi suffraganee di Naupacto nella Notitia Episcopatuum attribuita all'imperatore Leone VI. Nel tardo Medioevo divenne suffraganea di Giannina: in questo periodo la sede è conosciuta con il nome di Bella o Bela, località dove fu trasferito il titolo dell'antica Fotice.
A questa diocesi sono attribuiti quattro vescovi nel primo millennio cristiano. Giovanni partecipò al concilio di Calcedonia del 451. Diadoco, scrittore ecclesiastico e autore di opere di spiritualità antimonofisita, sottoscrisse nel 458 la lettera dei vescovi dell'Epirus Vetus all'imperatore Leone I dopo la morte di Proterio di Alessandria. Ilario sottoscrisse la relazione dei vescovi della provincia a papa Ormisda, riuniti nel 516 per giudicare l'elezione del metropolita Giovanni. Infine il nome del vescovo Costantino di Bela appare in un sigillo databile al X secolo.
Dal XX secolo Fotice è annoverata tra le sedi vescovili titolari della Chiesa cattolica; dal 12 febbraio 2019 il vescovo titolare è Patrick Eluke, vescovo ausiliare di Port Harcourt.

## Cronotassi

### Vescovi greci
- Giovanni † (menzionato nel 451)
- San Diadoco † (menzionato nel 458)[4]
- Ilario † (menzionato nel 516)
- Costantino di Bela † (circa X secolo)[5]

### Vescovi titolari
- Joseph-Wilfrid Guy, O.M.I. † (7 novembre 1942 - 8 dicembre 1951 deceduto)[6]
- Joaquim de Lange, C.S.Sp. † (18 aprile 1952 - 26 maggio 1978 dimesso)[7]
- Patrick Eluke, dal 12 febbraio 2019